# Erucaria pinnata
Erucaria pinnata är en korsblommig växtart som först beskrevs av Domenico Viviani, och fick sitt nu gällande namn av Vivi Täckholm och Loutfy Boulos. Erucaria pinnata ingår i släktet Erucaria och familjen korsblommiga växter. Inga underarter finns listade i Catalogue of Life.